# The Leek (Vol.2)
The Leek (Vol.2) è il diciottesimo mixtape del rapper statunitense Chief Keef, pubblicato il 16 giugno 2015 dalle etichette discografiche Glo Gang e RBC Records.

## Tracce
1. Rider – 3:35
2. Morgan Tracy – 1:51
3. Love No Thotties – 3:19
4. Killer – 3:16
5. April Fools – 2:36
6. Macoroni Time – 2:18
7. I Ain't Done Turnin Up – 2:04
8. First Day Out – 1:52
9. Doctor – 3:53
10. No Hook Ganh – 2:40
11. Three Zero Zero – 3:03
12. Michelin – 3:44
13. Emojis – 2:07
14. Psych Ward – 3:31
15. Now It's Over – 2:24